# هم‌چسبی
در زبان شناسی، هم‌چسبی (انگلیسی: Agglutination)، فرآیندی در صرف است که در آن کلمات با ترکیب تکواژها تشکیل می شوند، که هر کدام با یک ویژگی نحوی واحد مطابقت دارند. زبانهایی که از هم‌چسبی به طور گسترده ای استفاده می کنند زبان‌های پیوندی نامیده می شوند. به عنوان مثال، در زبان پیوندیِ ترکی، کلمه evlerinizden ("از خانه های شما") شامل تکواژهای ev-ler-iniz-den است. تکواژ-به-تکواژ به صورت خانه-ها-شما-از ترجمه می‌شود.
زبان های پیوندی در مقابل زبان‌های گسسته و زبان‌های تصریفی قرار می‌گیرند. در زبان‌های گسسته ریشه ها تغییرناپذیرند و برای نشان دادن روابط دستوری از ترتیب کلمات استفاده می شود، و در زبان‌های تصریفی، کلمات می توانند پیچیده باشند، اما تکواژها ممکن است به چندین ویژگی‌های دستور زبانی ارتباط داشته باشند.
مثال‌‌هایی از زبان‌های پیوندی
اگرچه هم‌چسبی ویژگی برخی خانواده های زبانی است، اما این بدان معنا نیست که وقتی چندین زبان در یک منطقه جغرافیایی خاص همه زبان‌های پیوندی هستند، لزوما از نظر فیلوژنتیک مرتبط هستند. در گذشته، این فرض باعث شد که زبان شناسان خانواده زبان اورال-آلتائیک را پیشنهاد کنند، که شامل زبان های اورال و ترکی، و همچنین مغول ، کره ای و ژاپنی بود. زبان شناسی معاصر این پیشنهاد را بحث برانگیز می داند.[1]
یکی دیگر از ملاحظات هنگام ارزیابی پیشنهاد فوق این است که برخی از زبان ها، که از زبان های اولیه پیوندی توسعه یافته اند، ویژگی های پیوندی خود را از دست داده اند. به عنوان مثال، زبان استونیایی معاصر به سمت زبان تصریفی تغییر کرده است.[2] (همچنین ویژگی های معمول دیگری را که برای خانواده های اورالیک  از دست داده است، مانند هماهنگی واکه‌ای.)
اوراسیا و اقیانوسیه
نمونه هایی از زبان های پیوندی شامل زبان های اورال مانند فنلاندی، استونی و مجارستانی است. این ها در استفاده روزانه عبارات بسیار جمع شده ای دارند و بیشتر کلمات دوهجایی یا بیشتر هستند. اطلاعات گرامری بیان شده توسط حروف اضافه در زبان های غربی هندو اروپایی به طور معمول در پسوند ها یافت می شود.
زبان مجاری تقریبا در هر قسمت از آن از هم‌چسبی استفاده می کند. پسوندها بر اساس نقش پسوند به ترتیب خاصی از یکدیگر پیروی می کنند و بسیاری از آنها را می توان یکی بر دیگری انباشته کرد و در نتیجه معانی پیچیده‌ای را با استفاده از ساختارهای فشرده منتقل کرد. یک مثال fiaiéi است ، جایی که ریشه "fi (((à)-" به معنی "پسر" است ، چهار واکه بعدی همه پسوند های جداگانه هستند و کل کلمه به معنی "[خواص جمع] متعلق به پسران او است". ساختار تودرتو مالکیت و بیان جمع‌ها کاملا قابل توجه است (توجه داشته باشید که زبان مجاری از هیچ جنسیتی استفاده نمی کند).
تقریبا تمام زبان های استرونزیایی ، مانند مالایی و اکثر زبان های فیلیپینی ، نیز به این دسته تعلق دارند ، بنابراین آنها را قادر می سازد تا کلمات جدیدی را از فرم های پایه ساده تشکیل دهند. کلمه اندونزیایی و مالاییِ mempertanggungjawabkan با اضافه کردن ضمیمه های حالت معلوم ، علیت و حالت دستوری سودمندی (benefactive case) به فعل ترکیبی tanggung jawab ، که به معنی "حساب کردن"است ، تشکیل شده است. در تاگالوگ (و ثبت استاندارد آن ، فیلیپینی) ، nakakapágpabagabag ("آنچه ناراحت کننده/نگران کننده است") از ریشه bagabag ("ناراحت کننده" یا "نگران کننده") تشکیل شده است.
در شرق آسیا ، کره ای یک زبان پیوندی است. استفاده از " 조사 " ، " 접사 " ، " 어미 " باعث می شود که کره‌ای پیوندی محسوب شود. این حروف نشان دهنده زمان دستوری، زمان ، تعداد، علیت ، ساختارهای تکریمی هستند.
ژاپنی نیز مانند کره‌ای یک زبان پیوندی است: از طریق اضافه کردن اطلاعاتی مانند نفی، حالت مجهول، زمان گذشته، مدرک افتخاری و علیت در شکل فعل. نمونه های رایج hatarakaseraretara (働かせられたら) است که ترکیبی از همبستگی های خاصیت سببی، مجهول یا بالقوه و مشروط برای رسیدن به دو معنی بسته به زمینه است "اگر (موضوع) به کار گرفته شده باشد..."و" اگر (موضوع) می توانست (موضوع) را به کار ببرد" و tabetakunakatta (食べたくなか))) ، که ترکیبی از میل ، نفی و صرف‌های زمان گذشته به معنی "من/او/او/آنها نمی خواستند غذا بخورند".
تابرو ((موضوع) خواهد خورد (آن))
تابتای (((موضوع) می خواهد بخورد (((آن)))
tabetakunai ((موضوع) نمی خواهد بخورد (آن))
تابتاکوناکاتا ((موضوع) نمی خواست بخورد ((آن)))
ترکی ، همراه با تمام زبان های ترکی دیگر ، یکی دیگر از زبان های پیوندی است: به عنوان یک مثال افراطی ، عبارت Muvaffakiyetsizleşleştiriveremeyebileceklerimizdenmişsinizcesine به عنوان یک کلمه در ترکی تلفظ می شود ، اما می توان آن را به جمله "گویی شما از کسانی بودید که ما قادر به تبدیل شدن به آنها نیستیم؛ خالق افراد ناموفق" ترجمه کرد. "- Siniz "به شکل جمع شما اشاره دارد که"- sin "شکل منحصر به فرد است ، به همان شیوه"- im "بودن" I "("- im "به معنی" my "است نه"I". ویرایشگر اصلی باید آن را با "-ییم اشتباه گرفته باشد."این پسوند دوم به عنوان "Oraya gideyim" به معنی "می توانم به آنجا بروم" یا "وقتی به آنجا می روم" استفاده می شود) و "-imiz" آن را به "ما"تبدیل می کند. به همین ترتیب ، این پسوند به معنی" ما "است و نه"ما".
زبان تامیل یک زبان پیوندی است. برای مثال در تامیل کلمه "அதைப்பண்ணமுடியாதவர்களுக்காக" (ataippaṇṇamuṭiyātavarkaḷukkāka) به معنی "به خاطر کسانی که نمی تواند انجام دهد که" به صورت تحت‌الفظی "که به انجام غیر ممکن است او [نشانگر جمع] [نشانگر مفعول با واسطه] برای تبدیل شدن به". مثال دیگر همبستگی فعل است. در تمام زبان های دراویدی ، از نشانگرهای کلامی برای انتقال زمان دستوری، شخص و خلق و خوی استفاده می شود. برای مثال در تامیل "சாப்பிடுகிறேன்" (cāppiṭukiṟēṉ "من خوردن") تشکیل شده است از فعل ریشه சாப்பிடு- (cāppiṭu - "به غذا خوردن") + زمان حال نشانگر -கிற்- (-kiṟ-) + اول شخص مفرد پسوند -ஏன் (-ēṉ).
Agglutination همچنین یک ویژگی قابل توجه باسک است. برای مثال ، ترکیب فعل ها با اضافه کردن پیشوند یا پسوند های مختلف به ریشه فعل انجام می شود: dakartzat ، که به معنی "من آنها را می آورم" است ، توسط da (زمان حال را نشان می دهد) ، kar (ریشه فعل ekarri → bring) ، tza (جمع را نشان می دهد) و t (موضوع را نشان می دهد ، در این مورد ، "من") تشکیل شده است. مثال دیگر انحطاط است: Etxean = "در خانه" که در آن etxe = خانه.
آمریکا
هم‌چسبی در اکثر زبان های بومی آمریکایی مانند زبان های اینوئیت ، ناهواتل ، زبان ماپوچه‌ای ، زبان‌های کچوا ، تزوجیل ، کاچیکل ، چپالاچی و کیچ استفاده می شود ، جایی که یک کلمه می تواند حاوی تکواژهای کافی برای انتقال معنای آنچه که یک جمله پیچیده در زبان های دیگر است، باشد. برعکس، ناواهو شامل ضمیمه هایی برای برخی از کاربردها است، اما آنها را به گونه ای غیرقابل پیش بینی و جدایی ناپذیر پوشش می دهد که اغلب به عنوان یک زبان تصریفی نامیده می شود.